# Tramway de Tenerife
Le tramway de Tenerife (en espagnol: Tranvía de Tenerife), dans l'archipel espagnol des îles Canaries, fait référence à deux réseaux. Le premier tramway électrique a existé de 1901 à 1951. La première ligne du réseau actuel, Metro Tenerife, est inaugurée le 2 juin 2007.

## Histoire

### Premier réseau
Construite par l'ingénieur Julio Cervera Baviera, la première ligne de tramway de Tenerife est inaugurée le 7 avril 1901 entre la Plaza de España à Santa Cruz et la Plaza de la Concepcíon à La Laguna. Le 27 juillet 1904, elle est prolongée à Tacoronte. Elle dessert les trois communes du nord-est de l'île. En 1927, l'exploitation passe au Cabildo de Tenerife, l'autorité insulaire, après des problèmes financiers de la compagnie du tramway. En 1951, la ligne disparaît, supplantée par la concurrence de l'automobile, des bus et des taxis.

### Genèse du second réseau

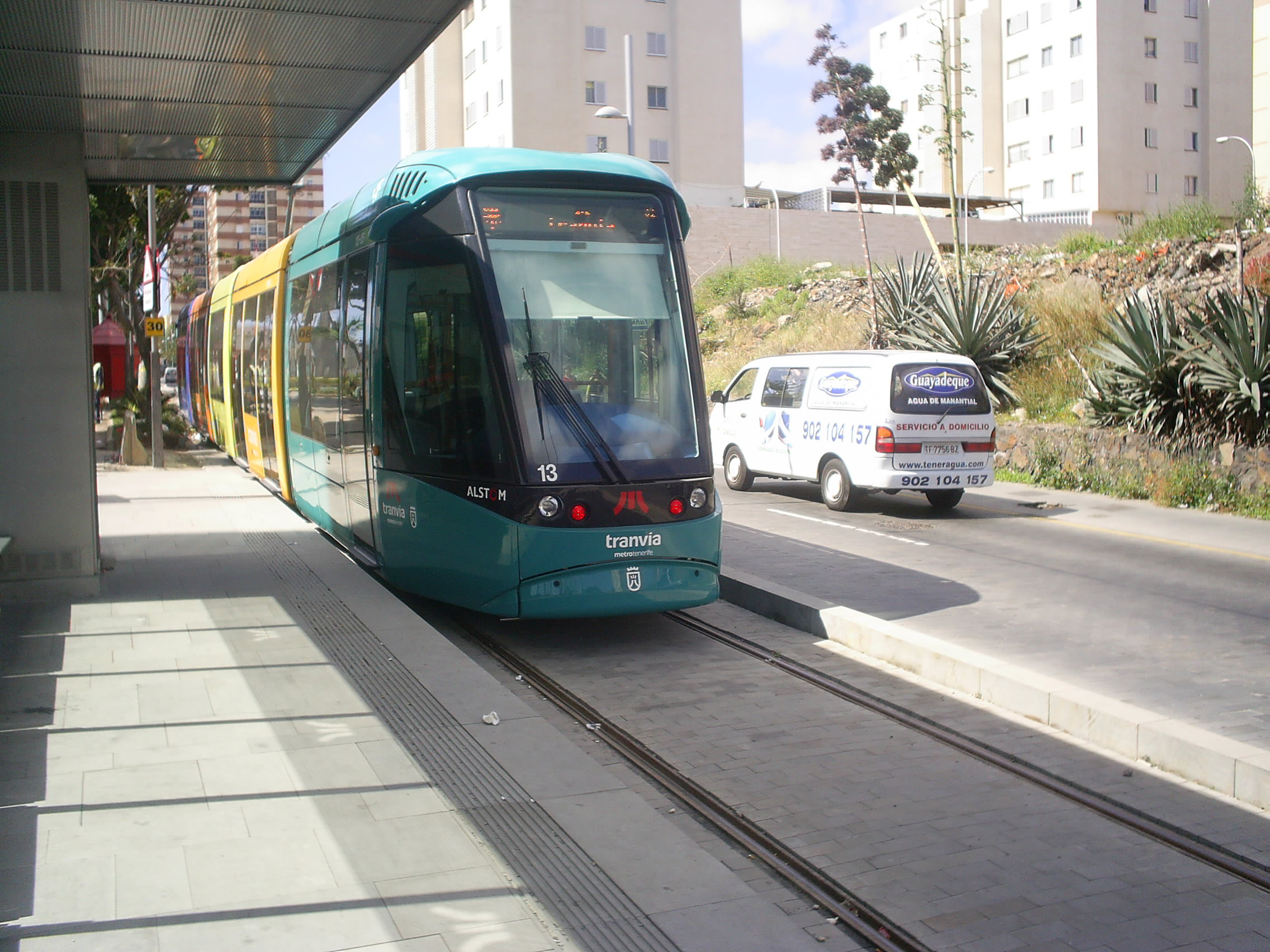
Rame du tramway de Tenerife

Au début des années 2000, le projet d'une nouvelle ligne de tramway est porté par le président du Cabildo, Ricardo Melchior Navarro, avec le soutien de la vice-présidente de la Commission européenne, l'Espagnole Loyola de Palacio.
L'objectif de Melchior est de lancer une politique de diminution des déplacements en 500 000 voitures individuelles à l'intérieur de l'agglomération Santa Cruz-La Laguna (55 % des 340 000 habitants de l'agglomération habitent près de la ligne au 2 juin 2007), Cela doit montrer l'exemple pour créer de nouveaux modes de transports en commun à l'échelle de l'île entre le nord où se trouvent le plus d'habitants et de chômeurs, et le sud où est construite la zone hôtelière qui accueille une partie des cinq millions de touristes.
Après 305,6 millions d'euros dépensés principalement par l'État espagnol (un tiers), les collectivités locales (40 %) et des fonds européens, l'inauguration de la première ligne a lieu le 2 juin 2007, et celle de ligne 2 le 30 mai 2009.
Le réseau est exploité par Metropolitano de Tenerife (MTSA), créé en 2001. L'exploitant est détenu à 86 % en 2007 et 80 % en 2009 par le Cabildo, le gouvernement de l'île de Tenerife. 14 % sont détenus par Tenemetro constitué de Transdev, Somarg et Ineco,. En 2009, 6 % sont détenus par une caisse d'épargne de l'archipel. Un contrat de gestion de 35 ans lie le Cabildo et MTSA, définissant les subventions publiques pour la construction du réseau, une dotation de fonctionnement du Cabildo dont le montant varie selon l'efficacité de l'opérateur.

## Lignes

### Ligne 1
Ouverte en juin 2007, la première ligne relie Santa Cruz à l'est à La Laguna à l'ouest par un trajet de 12,5 kilomètres parcourant une pente moyenne de 5,3 % sur 10 km et un maximum de 8,5 %. La Laguna se situant à 600 mètres d'altitude . La vitesse commerciale moyenne est de 20 km/h. Le parcours des vingt-et-une stations de La Trinidad à Intercambiador est effectué en trente-cinq minutes.

### Ligne 2
La ligne 2 ouvre en juin 2009 sur un parcours initial de 3,7 kilomètres en forte pente, dont 1,4 kilomètre et deux stations communes avec la ligne 1 (Hospital Universitario et El Cardonal), selon un axe nord-sud.
Six rames assurent la desserte de la ligne 2.
La fréquentation projetée est de 6 500 passagers quotidiens.

## Fréquentation
En juin 2007, la fréquentation prévue est d'environ 44 000 passagers par jour. En cas de fraude, l'amende est de 400 euros.
Un service nocturne est mis en place pendant l'été 2007 avec trois rames assurant une desserte toutes les demi-heures toute la nuit du vendredi, du samedi et la nuit précédant un jour férié, soit un service continu chaque semaine du vendredi matin au dimanche soir.
Au cours de l'année 2008, 13 millions de passagers ont emprunté cette ligne, soit un peu moins de cinquante mille par jour en semaine.

## Tarification

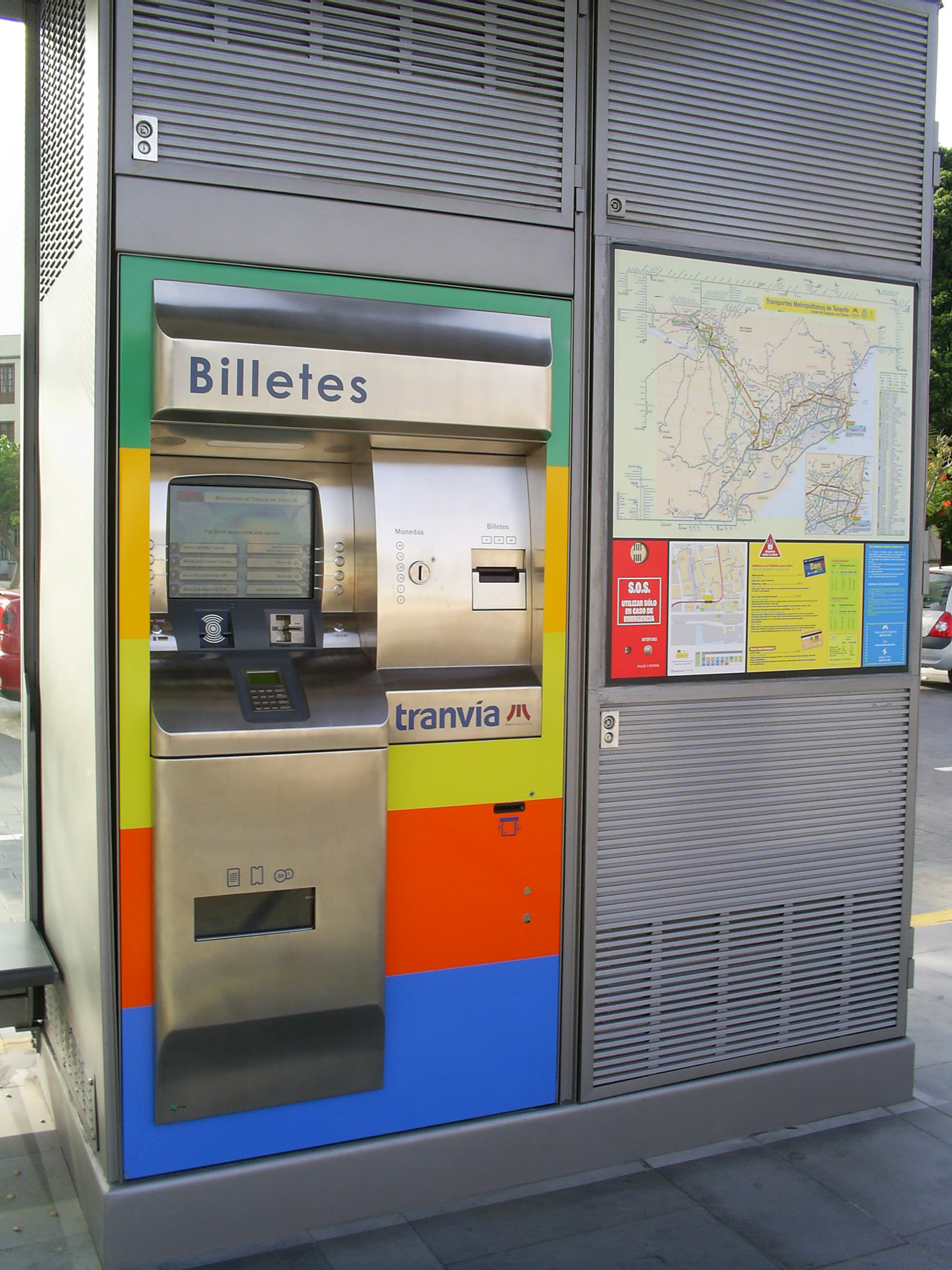
Distributeur de billets

À la suite d'un accord entre Cabildo de Tenerife, TITSA and MTSA, les tramways et les bus sont entièrement intégrés dans le réseau de transports avec des trajets coûtant le même prix, peu importe le moyen de transport choisi.
| Ticket (descriptions/tarifs au 1er août 2012)                  | Coût    | Prix par trajet |
| -------------------------------------------------------------- | ------- | --------------- |
| Billet simple (1 voyage)                                       | 1,35 €  |                 |
| Billet "Ida y vuelta" (2 voyages)                              | 2,50 €  |                 |
| BonoVía €15                                                    | 15,00 € | 1,05 €          |
| BonoVía €30 €                                                  | 30,00 € | 1,05 €          |
| BonoVía €15 (rabais étudiant)                                  | 15,00 € | 0,80 €          |
| Pass mensuel (trajets illimités dans la région métropolitaine) | 48,00 € | --              |
| Surplus sur les lignes de tramway (plus d'une heure)           | 0,35 €  | --              |
| Bas revenus, rentiers, handicapés                              | 6,50 €  | 0,10 €          |
| Grande famille (groupes de 6 et plus)                          | 40,00 € | 0,80 €          |

## Matériel roulant

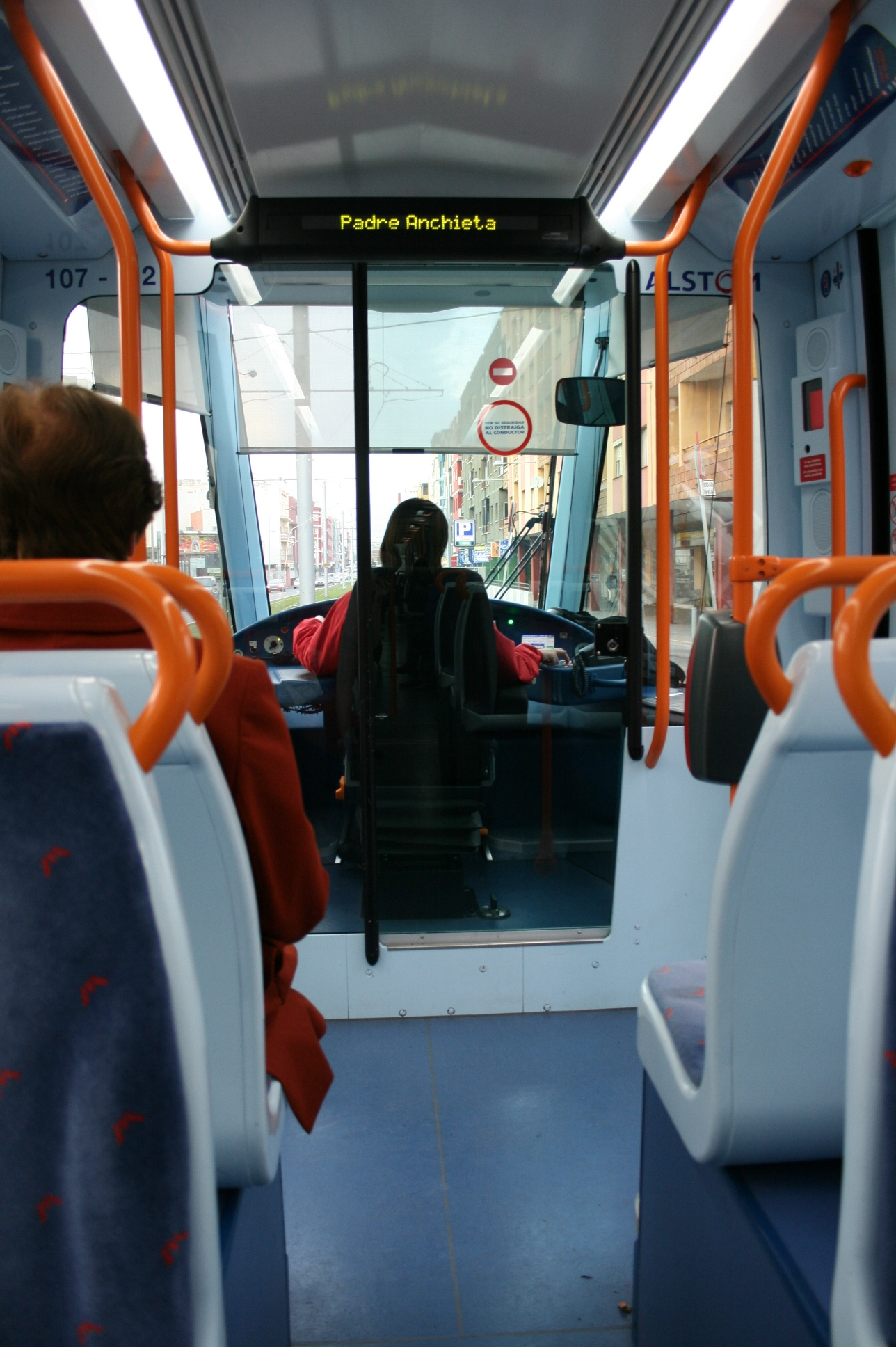
Vue intérieure d'une rame direction conducteur

Le 2 juin 2007, vingt rames Citadis 302 d'Alstom sont employées.
Pour faire face à la pente, trois bogies sont motorisés et le système de freinage est renforcé par rapport aux rames habituelles.
L'extérieur des cinq modules du Citadis 302 à plancher bas intégral est peint d'une couleur uni : bleu-vert, jaune, vert-pomme ou orange.

## Projets de développement

### Prolongation de la ligne 2
En février 2016, le prolongement de la ligne 2 au-delà de la station Tíncer vers La Gallega avec quatre stations est acté. Le coût du prolongement de 2,5 km est estimé à 37 millions d'euros. 3 000 passagers par jour sont attendus sur le nouveau tronçon qui desservira une zone avec environ 12 000 habitants.

### Autres projets
La ligne 1 pourrait être prolongée vers l'ouest en direction de l'aéroport.
Un projet de ligne 3 pourrait desservir le littoral de Santa Cruz à partir des stations de la ligne 1 Intercambiador et Fundacion.

### Sources de l'article
- Pour l'historique de la ligne de 1901 : l'article « Tranvía de Tenerife » de la Wikipédia en espagnol, version du 15 juin 2007.
- Pour le réseau de 2007 :
  - Sandrine Garnier, « Le tram qui fait bouger Tenerife », article publié dans Ville & transports magazine no 427, 20 juin 2007, pages 26–27.
  - Tracé d'après l'article « Straßenbahn Teneriffa » de la Wikipédia en allemand, version du 5 juin 2007.
  - Michel Barberon, « Tenerife. Le succès au rendez-vous », Ville & transports magazine no 466, 25 février 2009, pages 32–37.